# Orretherium
Orretherium es un género de mamífero fósil de la familia Mesungulatidae que vivió en América del Sur durante el Cretácico superior en lo que ahora es la Formación Dorotea de la cuenca de Magallanes. Contiene una sola especie, Orretherium tzen, que corresponde a un mamífero que habitó la Patagonia chilena hace unos 72 a 74 millones de años, a fines de la era Mesozoica.
El descubrimiento fue realizado durante prospecciones geológicas en el cerro Guido, en el valle del río de Las Chinas, en la Región de Magallanes y de la Antártica Chilena, por los científicos de la Red Paleontológica de la Universidad de Chile, Alexander Vargas y Sergio Soto, junto a un equipo de investigadores argentinos y del Instituto Antártico Chileno.

## Etimología
El nombre Orretherium proviene de las palabras orre, "diente" en idioma tehuelche y therium, "bestia" en griego. El nombre de especie, M. tzen está tomado de las palabras del tehuelche para el número cinco, a propósito de los cinco dientes de la especie descubierta.

## Descripción
Se trataría de un mamífero de aspecto, proporciones y hábitos alimenticios similares a los de zorrillos modernos como el chingue de la Patagonia. Fue un mamífero con la dentición primitiva en comparación a la de los marsupiales y placentarios. La mandíbula encontrada cuenta con cinco piezas dentales en su lugar que indica hábitos omnívoros, probablemente se alimentó de plantas e insectos, y se estima que fisonómicamente tendría una cabeza de no más de 4 cm de largo y un cuerpo de unos 30 cm aproximadamente.
Orretherium está próximamente emparentado con Mesungulatum y Coloniatherium, géneros encontrados en rocas del Cretácico superior en las provincias argentinas de Río Negro y Chubut, respectivamente; y con el Peligrotherium del Paleoceno, descubierto en Chubut.